# VIA, el Camino de la Gente
VIA, el Camino de la Gente (VIA) es un partido político francés de extrema derecha, fundado el 20 de junio de 2009 por Christine Boutin, quien fuera ministra de la Vivienda. Este partido es el sucesor del Forum de los Republicanos Sociales, miembro fundador de la Unión por un Movimiento Popular.